# Gooikse Pijl
Gooikse Pijl er et belgisk endagsløb i landevejscykling som arrangeres hvert år i september. Løbet er blevet arrangeret siden 2004. Løbet er af UCI klassificeret med 1.1 og er en del af UCI Europe Tour.

## Vindere
| År                 | Vinder                | Toer                    | Treer             |
| ------------------ | --------------------- | ----------------------- | ----------------- |
| for amatører       |                       |                         |                   |
| 2004               | Renaud Boxus          | Iljo Keisse             | Davy Daniels      |
| 2005               | Jürgen Roelandts      | Jarno Van Mingeroet     | Pieter Duyck      |
| 2006               | Vytautas Kaupas       | Kevin Van der Slagmolen | Stijn Neirynck    |
| 2007               | Fabio Polazzi         | Mindaugas Striška       | Bert De Backer    |
| 2008               | Fréderique Robert     | Stijn Neirynck          | Kevin Peeters     |
| 2009               | Dieter Capelle        | Jarl Salomein           | Evert Verbist     |
| 2010               | Eliot Lietaer         | Jonas Vangenechten      | Jarl Salomein     |
| 2011               | Benjamin Verraes      | Timothy Dupont          | Steve Schets      |
| for professionelle |                       |                         |                   |
| 2012               | Ken Hanson            | Tino Thömel             | Antoine Demoitié  |
| 2013               | Vegard Robinson Bugge | Boris Dron              | Eliot Lietaer     |
| 2014               | Roy Jans              | Tom Van Asbroeck        | Laurens De Vreese |
| 2015               | Oliver Naesen         | Dries Van Gestel        | Krister Hagen     |
| 2016               | Aidis Kruopis         | Emiel Vermeulen         | Timothy Dupont    |
| 2017               | Kenny Dehaes          | Gerben Thijssen         | Emiel Vermeulen   |
| 2018               | Jordi Meeus           | Amund Grøndahl Jansen   | Martin Mortensen  |
| 2019               | Pascal Ackermann      | Alberto Dainese         | Timothy Dupont    |
| 2020               | Danny van Poppel      | Gerben Thijssen         | Arvid de Kleijn   |
| 2021               | Fabio Jakobsen        | Danny van Poppel        | Jordi Meeus       |
| 2022               | Gerben Thijssen       | Jasper Philipsen        | Max Kanter        |
| 2023               | Jasper Philipsen      | Olav Kooij              | Dylan Groenewegen |
| 2024               | Tim Merlier           | Jordi Meeus             | Olav Kooij        |
| 2025               |                       |                         |                   |